# 伊奈貞長
伊奈 貞長（いな さだなが、明暦22年（1656年）- 元禄9年9月22日（1696年10月7日））は、武蔵国小室郷領主伊奈宗英の長男。母は松平氏信（松平家信四男）の娘。通称は熊蔵、甚太郎。妹に平岩親将室。室は村越正好の娘。子は諏訪頼定室、石野広包室、伊奈忠義、伊奈忠逵。
貞享元年（1684年）に父が没すると跡を継ぎ、元禄9年41歳で没する。墓所は浅草新光明寺。長男の忠義が跡を継いだ。次男の忠逵は伊奈忠順の養子となり、関東郡代となった。